# Стари Хан у Кремнима
Стари Хан у Кремнима је грађевина која се налази у селу Кремна на територији града Ужица. Као непокретно културно добро има статус споменика културе од изузетног значаја.

## Кремна
Кремна су планинско место у истоименој котлини које раздваја две чувене планине у Западној Србији, Златибор и Тару. Плодна котлина и планинско окружење су од давнина омогућавали развитак насеља. Преко Шаргана су ишли путеви који су долину Западне Мораве повезивали са долином Дрине. После И светског рата овуда је прошла железничка пруга, а шаргански масив је савладан чувеним техничким решењем „Шарганска осмица“, где се са 800 м надморске висине, колико су Кремна, спушта воз на 450 м надморске висине, колико је Мокра Гора.

## Изглед хана
За стари хан се не зна поуздано када је подигнут, али је сигурно да је постојао у првим деценијама XIX века. У посед породице Мољковић, која се доселила из Херцеговине, дошао је средином XIX века. У том периоду хан се налазио на путу Ужице–Вишеград, који је тада био главна спона између Србије и Босне. Зграда је подигнута на косом терену, правоугаоне је основе, са каменом магазом испод доње половине приземља. Спратни део хана грађен је у бондручном конструктивном систему, са испуном од чатме, где су смештене собе за коначиште. На супротној страни од улаза ходник се завршава ћошком или чардаком, истуреним делом на фасади према путу. Зграда има четвороводни кров покривен шиндром, на коме се истичу карактеристични високи димњаци. Позната је као један од ретких примера куће херцеговачког типа у Србији. Промене које су током времена вршене на објекту, као и конзерваторски радови изведени 1978. године, нису угрозиле његов првобитни облик. Данашњи конзерваторски радови који су у току прете да у потпуности наруше њене изворне карактеристике.